# Narękawki

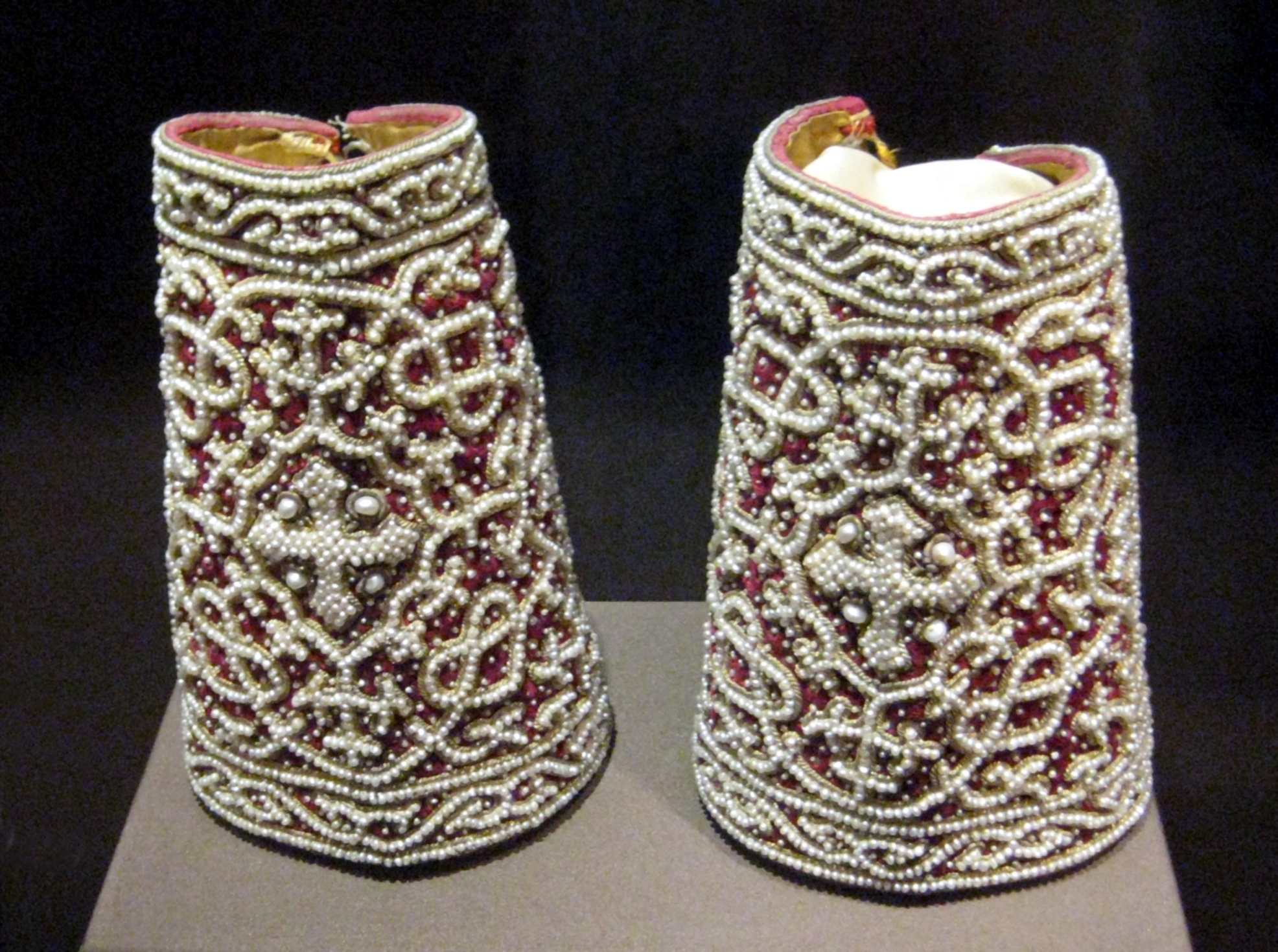
Narękawki

Narękawki, poruczy – szata liturgiczna w obrządku bizantyjskim i wielu obrządkach wschodnich, używana do sprawowania liturgii przez diakonów i prezbiterów.
Narękawki służą do wiązania rękawów przy dłoniach, przez diakonów i prezbiterów. Symbolizują one więzy, którymi skrępowany był Zbawiciel w czasie męki.
Przed nałożeniem narękawków jest odmawiana modlitwa:
- prawego – Prawica Twoja Panie będzie uwielbiona w mocy. Prawa Twoja ręka Panie skruszyła wrogów i pełnią chwały Twojej zniszczyłeś przeciwników,
- lewego – Twoje ręce mnie stworzyły i ukształtowały. Oświeć mnie, a nauczę się przykazań Twoich. Następnie znak krzyża, ucałowanie szaty i nakładanie.